# Wyandot Point
Der Wyandot Point ist eine felsige Landspitze an der Nordküste der antarktischen Ross-Insel. Sie liegt 5 km westsüdwestlich des Kap Tennyson.
Das Advisory Committee on Antarctic Names benannte sie im Jahr 2000 nach der USCGC Wyandot, einem zwischen 1955 und 1972 in antarktischen Gewässern eingesetzten Frachtschiff.